# Гарченці
Га́рченці (рос. Гарченцы) — присілок в Балезінському районі Удмуртії, Росія.

## Населення
Населення — 26 осіб (2010; 24 в 2002).
Національний склад станом на 2002 рік:
- росіяни — 100 %